# Jacques Charles Brunet
Jacques Charles Brunet, född den 2 november 1780 i Paris, död där den 14 november 1867, var en fransk bibliograf.
Brunet utgav bland annat Manuel du libraire et de l'amateur de livres (5:e upplagan i 6 band 1860–1865), med 3 supplement utgivna av Pierre Deschamps 1870–1880.